# Oșorhel, Cluj
Oșorhel (în maghiară Erdövásárhely) este un sat în comuna Bobâlna din județul Cluj, Transilvania, România.